# 2014-es magyar teniszbajnokság
A 2014-es magyar teniszbajnokság a száztizenötödik magyar bajnokság volt. A bajnokságot július 6. és 11. között rendezték meg Siófokon.

## Eredmények
| Versenyszám  | Arany                                                   | Arany | Ezüst                                 | Ezüst | Bronz                                                                                                   | Bronz |
| ------------ | ------------------------------------------------------- | ----- | ------------------------------------- | ----- | --- | ----- |
| Férfi egyéni | Nagy Péter Budaörsi SC                                  |       | Balázs Attila MTK                     |       | Madarász Gergely Diego VKEBíró André Diego VKE                                                          |       |
| Női egyéni   | Bukta Ágnes Diego VKE                                   |       | Fekete Lili Diego VKE                 |       | Bondár Anna MTK Borbély Vivien Tenisz Park SE                                                           |       |
| Férfi páros  | Nagy Péter, Borsos Gábor Budaörsi SC, Siófoki Spartacus |       | Balázs Attila, Balázs György MTK      |       | Ágoston Ferenc, Ágoston György Top Sport SEBalla Péter, Madarász Gergely Diego VKE                      |       |
| Női páros    | Varga Fanni, Zentai Christina Budaörsi SC, Fortuna SE   |       | Bukta Ágnes, Halász Klaudia Diego VKE |       | Fouraev Anasztázia, Furák Csenge Gubacsi TK, Gellért SEFekete Lili, Juhász Pálma Diego VKE, Budaörsi SC |       |